# Canto de pueblos andinos vol. 1
Canto de pueblos andinos vol. 1 è un album del gruppo cileno Inti-Illimani, pubblicato nel 1973.

## Descrizione
Registrato nel 1973, Canto de pueblos andinos è il secondo album inciso dal gruppo cileno per la EMI Odeon Chile. Pubblicato a ridosso del colpo di Stato del generale Pinochet è il disco che di fatto chiude la prima stagione del gruppo che, di lì a poco, si troverà in esilio forzato in Italia. Alcuni di questi brani sono stati ripresi per la composizione del quasi omonimo album del 1975. Proprio nell'anno del golpe gli Inti-Illimani scelgono di comporre un album non di canzoni politiche, bensì di canti che provengono dalla tradizione folkloristica andina. Alcuni brani sono in lingua quechua.
Sulla copertina il disco è indicata la numerazione vol. 1, poiché l'album è il primo di una serie di dischi, tutti intitolati Canto de pueblos andinos, progettati in collaborazione con Rubén Nouzeilles per conto della EMI cilena, e dedicati alle musiche tradizionali centro e sud-americane.  Gli altri dischi di questa collana furono realizzati, oltre che dagli Inti-Illimani, dai Quilapayún e dal Conjunto Kollahuara. Il disco, come suggerito dal titolo, contiene brani tradizionali latinoamericani unitamente a composizioni di autori contemporanei fortemente influenzate dalle culture tradizionali di questi paesi.
Uniti da una visione comune, nell'album sono state registrate canzoni autoctone di autori anonimi, come: Ramis, Tinku, Tema de la quebrada de Humahuaca, Papel de plata, Longuita, melodie di autori popolari assimilate alla tradizione musicale, come Taita salasaca, A vos te hay de pesar e Sirviñaco e infine temi contemporanei ispirati alla musica d'altura, come Subida, Alturas e Mis llamitas..
Negli arrangiamenti e nella strumentazione dei canti, il tiple e il charango si uniscono al rondador in un albazo, le quenas e il charango conferiscono un suono speciale a una vidala, la voce diventa un motivo aggiuntivo accanto alle zampoña, alla quena e al charango in un huaino dell'Argentina nordoccidentale, e il rondador unisce il suo canto alla quena in un sanjuanito ecuadoriano. Con questa opera artigianale, realizzata con cura, con amore per ciò che ci appartiene, speriamo di contribuire, anche solo in piccola parte, a guardare dentro noi stessi, accompagnando il risveglio libertario dell'America Latina con una ricerca nelle sue profondità, brulicanti di suoni magici.
In questo disco il suono del gruppo si arricchisce del rondador, un flauto di pan tipico dell'Ecuador, suonato da Jorge Coulón, particolarmente in evidenza in Taita Salasaca e Longuita, e acquista maggiore spazio il charango, suonato da Horacio Duran, protagonista di brani come Mis llamitas e Subida.
Compare qui poi, per la prima volta, Alturas, uno dei più celebri brani del gruppo, che molti considerano una sorta di momento fondativo del gruppo dal punto di vista della propria personalità e capacità compositiva.
L'album è stato pubblicato, sempre dalla EMI Odeon, anche in Spagna, nel 1974, con il titolo modificato in Canto de pueblos andinos, e in Ecuador, nel 1975, con il titolo modificato in Taita Salasaca e con alcuni cambiamenti nei titoli dei brani (Amores hallarás trasformato in Ay, amores hallarás e Longuita rititolata Runa suerte). L'album non è mai stato pubblicato o distribuito in Italia. La EMI Odeon Chile non lo ha mai ripubblicato integralmente in CD pur inserendo alcune delle tracce del disco all'interno di antologie dedicate agli Inti-Illimani o alla Nueva Canción Chilena.

## Tracce
1. Sirviñaco (Eduardo Falú, Dávalos)
2. Mis llamitas (Ernesto Cavour)
3. Amores hallarás (Víctor M. Salgado)
4. A vos te ha'i pesar (tradizionale argentina)
5. Alturas (Horacio Salinas)
6. Taita Salasaca (Benjamín Aguilera)
7. Ramis (tradizionale)
8. Tema de la quebrada de Humahuaca (tradizionale argentina)
9. El Tinku (tradizionale boliviana)
10. Longuita (Strumentale) (tradizionale ecuatoriana)
11. Papel de plata (tradizionale argentina)
12. Subida (Ernesto Cavour)

## Formazione
- Jorge Coulón
- Max Berrú
- Horacio Salinas
- Horacio Duran
- José Miguel Camus
- José Seves

### Collaboratori
- Jaime Reyes - disegno di copertina e grafica